# Іграшки, які побудували Америку
«Іграшки, які побудували Америку» — багатосерійний документальний серіал, у якому розповідається про братів Паркер, Мілтона Бредлі та Рут Хендлер, провидців, які перетворили невелику компанію іграшок Mattel на багатомільярдну імперію.   

## Епізоди

### 1 сезон
- Майстри винахідництва
- Битва іграшкових титанів
- Війни іграшкових автомобілів
- Настільна гра Імперії

### 2 сезон
- Майстри іграшкового всесвіту
- Народження відеоігор
- Людина-ідея
- Цеглинка за цеглинкою
- Порядок з хаосу
- Капустяна битва
- Технічні іграшки 80-х
- Різдвяні божевілля
- Валовий іконки
- Сантехнік vs. Їжак